# Un modelo de París
 Un modelo de París  es una película de Argentina en blanco y negro dirigida por Luis Bayón Herrera según el guion de Emilio Villalba Welsh y Alejandro Verbitsky según la obra de Eugène Labiche y Marc- Michel que se estrenó el 21 de junio de 1946 y que tuvo como protagonistas a Francisco Álvarez, Pedro Quartucci, Tilda Thamar e Ivonne De Lys.

## Sinopsis
Un sombrero de paja manchado con barro provoca una serie de confusiones que envuelven a una mujer infiel y a un hombre en el día de su boda.

## Reparto
- Francisco Álvarez ... Don Braulio Peralta
- Pedro Quartucci ... Fernando Galíndez
- Tilda Thamar ... Inés de Barroso
- Ivonne De Lys ... Elena Peralta
- Carlos Castro "Castrito" ... Primo Pascualín
- Delfy de Ortega ... Virginia
- Adrián Cúneo ... Emilio Álvarez
- Enrique García Satur ... Tío Gustavo
- Alberto Terrones ... Cayetano Barroso
- Carlos Enríquez ... Félix
- María del Río ... Violeta
- Iris Martorell ... Madre de Inés
- Ana Gryn ... Sra de Gómez Marín "Coca"

## Comentarios
Para Calki es un vodevil resuelto con brocha gorda y Manrupe y Portela escriben: “Enredos para un bostezo, sin ningún parentesco con Un sombrero de paja de Italia. La crónica de La Razón afirma:

”Los realizadores no han logrado en el film el equilibrio necesario a la eficacia de lo humorístico”

Por su parte el crítico de El Mundo opinó:

”Consigue por lo menos, una animación de espectáculo que tendrá sin duda repercusión popular.”